# Markus Horn (Basketballspieler)
Markus Horn (* 23. September 1971) ist ein ehemaliger deutscher Basketballspieler.

## Laufbahn
Horn spielte beim S.C. Fast-Break Leverkusen, bei Bayer Leverkusen, dann beim FC Schalke 04 und beim TuS Herten in der 2. Basketball-Bundesliga. Mit Herten trat der zwei Meter große Flügelspieler ab 1995 in der Basketball-Bundesliga an, im Februar 1998 wurde die mittlerweile in Ruhr Devils umbenannte und nach Oberhausen verschobene Mannschaft aus der Bundesliga zurückgezogen. Insgesamt spielte er von 1991 bis 1998 in Herten (beziehungsweise die Ruhr Devils). Von 1998 bis 2000 lief er für den ETB Essen auf und danach bei den Hertener Löwen, dem Nachfolgeverein des TuS Herten, in der 2. Regionalliga. Er schaffte mit der Mannschaft den Aufstieg in die 1. Regionalliga.
Nach seiner Spielerlaufbahn engagierte sich Horn bei den Hertener Löwen als Manager, in seiner Amtszeit stieg die Mannschaft 2005 in die 2. Bundesliga auf. Er blieb bis 2007 im Amt. Im selben Jahr wechselte er als Sportdirektor zum ETB Essen in die 2. Bundesliga ProA.
Im Sommer 2013 verließ er Essen und war ab Juli 2013 wieder bei den Hertener Löwen in der 2. Bundesliga ProB tätig, dort trat er das Amt des Sportmanagers an. Im November 2014 legte der hauptberuflich als Vermögensberater beschäftigte Horn sein Amt in Herten nieder.